# 警視庁SP特命係
『警視庁SP特命係』（けいしちょうエスピーとくめいかかり）は、2019年3月4日にTBS系「月曜名作劇場」で放送されたテレビドラマ。主演は舘ひろし。

## キャスト
- 不破武志（警視庁SP） - 舘ひろし
- 黛隆俊（警視庁主任SP） - 葛山信吾
- 西方圭一郎（警視庁SP） - 谷田歩[2]
- 田邊詩織（警視庁SP） - 春輝[3]
- 近藤篤史（警視庁SP） - 稲荷卓央
- 元山慎吾（警視庁SP） - 兼松若人[4]
- 佐野亜季（奈美恵の秘書官） - 飯沼千恵子[5]
- 横田修一（南波医科大学薬学部 大学院生） - 嘉人[6]
- 安東祐樹（南波医科大学薬学部 教授） - 岡部たかし
- 氷室学（組織暴力団員） - 板垣雄亮
- 高野八重子（高野哲哉の母） - 小山萌子
- 若松裕太郎（組織犯罪対策部五課） - 大迫一平
- 東原大貴（組織犯罪対策部五課） - 小木茂光
- 原菊子（古本屋「ゆめや」店主） - 茅島成美
- 芥川義和（薬物乱用対策推進大臣・3年前射殺） - 遠山俊也
- 研究所の助手A - みっちー
- 記者A - 加藤衛
- 記者B - 伊藤俊輔
- ステージ作り - 尾﨑祐司
- 研究所の助手B - 内藤聖羽[7]
- 主婦 - 常松恵子[8]
- 雑誌記者 - 清水伸
- 阿久津絵美（母親が入院している女の子） - 野澤しおり
- 鈴木絢子（リポーター） - 松本圭世[9]
- セレモニーの司会者 - もりのめぐみ
- 月影泰道（日本ドラッグケアセンター 院長） - 黒板七郎
- 刑事 - 岡けんじ
- 売人 - 赤川千尋
- 磯久保忠（厚生労働大臣） - 上田耕一
- 板倉誠二（警視庁警備部警護課 課長） - 森本レオ
- 芥川奈美恵（薬物乱用対策推進大臣・芥川の妻） - 浅野温子

## スタッフ
- 脚本 - 武井彩、関えり香
- 演出 - 藤井裕也
- SP監修 - 伊藤隆太（身辺警護SP学院）
- 薬事監修 - 中澤暁雄
- 助監督 - 坂梨公紀
- VFX - 岡野正広
- ガンエフェクト - 遊佐和寿
- 技斗 - 深作覚
- 技術協力 - ビデオフォーカス、サウンドライズ
- 美術協力 - 山崎美術
- プロデューサー - 山田大作（オスカープロモーション）、中頭千廣（オスカープロモーション）
- 編成 - 中島啓介
- 企画 - 古賀誠一
- 製作 - オスカープロモーション、TBS